# ダヴィッド・アシュケナージ
ダヴィッド・ウラディミロヴィチ・アシュケナージ（キリル文字表記：露: Давид Владимирович Ашкенази、ラテン文字転写：David Vladimirovich Ashkenazi、1915年12月25日 ニジニ・ノヴゴロド - 1997年2月19日 モスクワ）は、ソビエト連邦、ロシアのピアニスト、コンサートマスター、作曲家。ロシア連邦人民芸術家（1996年授与）。軽音楽の分野で活躍した。

## 概要
1915年、ニジニ・ノヴゴロドでユダヤ系ロシア人として生まれた、父は会計士であった。独学でピアノを学び、12歳で無声映画の伴奏に参加する。その後、音楽学校で学び、1936年に卒業、モスクワに移住してモスクワ音楽院でアブラム・シャツケツ教授に師事する。
ヴァディム・コージン、ラシド・ベイブトフ、イザベッラ・ユーリエワ、クラウディア・シュリジェンコ、リュドミラ・ズィキナ、マルク・ベルネス、ヴァレンティナ・トルクノーワ、イオシフ・コブゾンといったソ連を代表する歌手の伴奏を務め、彼らとともにメロディアに数多くの録音を残している。晩年にはシャンドスにも録音を行った。1996年にロシア連邦人民芸術家の称号を授与され、翌年モスクワで没した。

## 家族・親族
息子はクラシック音楽ピアニスト、指揮者のウラディーミル・アシュケナージ。